# Orde van Brits-Indië
De Orde van Brits-Indië (Engels: Order of British India) was een Britse koloniale ridderorde en werd gesticht door de Britse Oost-Indische Compagnie die van het Britse Parlement Indië mocht regeren. De onderscheiding werd op 18 april 1837 ingesteld voor "langdurige, trouwe en eerbare dienst" in het leger van de Compagnie. In 1859 verviel het charter van de Compagnie en nam de Britse regering het bestuur van Brits-Indië, en zeggenschap over deze Orde, over. Toen India onafhankelijk werd in 1947 werd deze ridderorde niet opgeheven maar er werden geen benoemingen meer gedaan.

## De twee klassen van de Orde
De dragers van de Eerste Klasse mochten zich "Sardar Bahadur" of "Heroïsche leider" noemen en plaatsten de letters OBI achter hun naam.Zij droegen hun gouden kleinood aan een lint om de hals.
De dragers van de Tweede Klasse waren "Bahadur" of "held" en ook zij plaatsten de letters OBI achter hun naam. Zij droegen hun onderscheiding aan een lint om de hals.
De Orde was zeer in aanzien en werd ofwel voor dapperheid en leiderschap in een veldtocht of voor 20 of 30 jaar trouwe dienst als officier toegekend.
Het versiersel van de Ie Klasse was versierd met een keizerlijke kroon en een meer gedetailleerde lauwerkrans om het centrale medaillon. In de loop der jaren werden door juweliers in Brits-Indië en Engeland verschillende uitvoeringen van de sterren gemaakt. 
De Britten kozen bij Indische orden voor versierselen in de vorm van een ster of bloem in plaats van het bij orden gebruikelijke kruis omdat de bevolking van Brits-Indië voor het overgrote deel hindoe, moslim of sikh was.

## De dragers van de Orde van Brits-Indië
Het relatief kleine Britse leger in Indië was voor het handhaven van het koloniale bewind afhankelijk van grote aantallen Indische onderofficieren en manschappen. Men kon ook een beroep doen op de legers van de maharadjas die als vazallen van de Koning-Keizer hulp verschuldigd waren aan de Britten.
De Orde van Brits-Indië werd toegekend voor 20 of 30 jaar trouwe dienst maar ook toekenningen voor verdiensten en moed in een bepaalde oorlog of campagne zijn voorgekomen. De orde heeft steeds in de schaduw gestaan van de voor moed in het gevecht verleende Indische Orde van Verdienste die de Indische vervanging van het Victoria Cross was.
Men droeg de orde aan een lint om de hals of aan een lint met een grote beugel op de linkerborst.

## Het lint van de Orde
De batons van het lichtblauwe lint zoals dat werd gedragen tussen 1837 en 1838, het rode lint zoals gedragen tussen 1838 en 1939. De verticale strepen werden in 1939 toegevoegd aan het lint, twee voor de Eerste Klasse en een voor de Tweede Klasse.